# Joshua Held
Joshua Held (Firenze, 1967) è un disegnatore e animatore italiano, noto soprattutto per il personaggio di Gino il pollo.

## Pubblicazioni
- Joshua Held, È stato bellissimo. I nasoni al tempo dell'amore, Comic Out, 2018.

## Filmografia parziale

### Cortometraggi
- Teletransport (2007)
- Beware of Now (2009)
- Il bicchiere (2009)
- Carrot Salad (2010)
- The Slide Show Game (2010)
- Love in The Digital Age (2010)
- Gloria trova un vero padrone (2011)

### Videoclip
- Felino, di ...e la luna? (2007)
- Bonjour l'amour, di Mondo Candido (2008)
- Come una goccia nella pioggia, di Malarazza (2011)